# Artiom Simonian
Artiom Wrujrowicz Simonian (ur. 20 lutego 1995 w Petersburgu) – ormiański piłkarz występujący na pozycji pomocnika. Zawodnik klubu SKA-Chabarowsk.

## Kariera klubowa
Jako junior trenował w Zenicie Petersburg, jednak w jego pierwszej drużynie nie zadebiutował. Na początku 2015 roku przeszedł do szwajcarskiego FC Zürich, w którego rezerwach grał w sezonie 2014/2015. Następnie został włączony do pierwszej drużyny, a w Swiss Super League zadebiutował 2 sierpnia 2015 w przegranym 2:3 meczu z Grasshopper Club Zürich, w którym strzelił gola. W sezonie 2015/2016 zdobył z klubem Puchar Szwajcarii, a także zanotował ligowy spadek do Swiss Challenge League.
Sezon 2016/2017 spędził na wypożyczeniu w innym drugoligowym zespole, FC Le Mont. W 2017 roku odszedł do ormiańskiego Alaszkertu Erywań, z którym w sezonie 2017/2018 zdobył mistrzostwo Armenii. W trakcie następnej edycji rozgrywek przeszedł do Araratu Erywań. Następnie grał w Piuniku Erywań, a także w klubie Noah Erywań.
Na początku 2021 roku przeniósł się do Rosji, gdzie występował w drugoligowych drużynach Tom Tomsk oraz Wołgar Astrachań. W 2022 roku został zawodnikiem Torpeda Moskwa, grającego w Priemjer-Lidze. Swój pierwszy mecz rozegrał w niej 17 lipca 2022 przeciwko PFK Soczi (1:3).
W lutym 2023 odszedł do drugoligowego SKA-Chabarowsk.

## Kariera reprezentacyjna
W reprezentacji Armenii zadebiutował 14 października 2014 w przegranym 0:3 towarzyskim meczu z Francją.